# Maredolce
Maredolce è un luogo di divertimento e sollievo sito alle falde del Monte Grifone che, un tempo, lo riforniva delle acque dolci provenienti dalle sue sorgenti. Adiacente a questa depressione, che attualmente  è quasi del tutto priva delle sue originarie acque, si trova una costruzione a pianta pressoché rettangolare la cui superficie misura circa 2500 m².

## Storia
La costruzione del Palazzo o Castello detto di Maredolce, in arabo  البحيرة الحلوة  (pr.: albahirat alhulwa = lago dolce), sito alla Favara, in arabo فوار (pr.: faw.waːr = sorgente) e distante alcune miglia dal fiume Oreto (Wed-Abbâs) e dal centro abitato musulmano di  Balhara, venne attribuita al V Chbir Emir di Sicilia,  Muhammed ben Kafagia.  Ben Kafagia era succeduto al padre Kafagia ben Safian, IV Chbir Emir di Sicilia (248-255), ucciso il 9 del mese di Rabialkem da uno dei soldati del suo esercito, tale Kalfoun ben Abouziad al Haouazi. L'assassinio avveniva sotto la tenda dell'accampamento durante l'assedio di Siracusa (Sarkusah = سرقوسة) difesa dal bizantino Krisafio. Il corpo di Muhammed ben Hammuda Abu el Aabas verrà traslato a Palermo per essere sepolto nella moschea della Cuba mentre l'esercito si ritira da Siracusa.
Alla morte del padre Muhammed ben Kafagia, nonostante la sua riluttanza, viene nominato nuovo Chbir Emir di Palermo da Muhammed ben Hammuda Abu el Aabas, V Mulei di Costantina, Telesin, Tunisi, Sicilia e Kairuan obbligando sia il Consiglio di Terra che di Mare, e gli stessi Emiri di Palermo a sottomettersi alla sua autorità. La lettera dell'investitura reca la data del 9 Giamadilaud 255. Nello stesso dispaccio Abu el Aabas invita ben Kafagia a conquistare Malta e riprendere l'assedio di Siracusa.
Subito dopo il suo insediamento Muhammed ben Kafagia, utilizzando cinquemila schiavi, fa prosciugare i due bracci di mare che circondano Palermo riversandone terra e pietre, facendo sì che le mura e le torri della città non prospettino più sul mare. Sui nuovi piani terrestri si verrà a costruire la nuova città. Inoltre Muhammed ben Kafagia per alleviare la sofferenza della madre, afflitta per la perdita del marito, decide di costruire un palazzo in un terreno sottostante il Monte Grifone informando delle sue intenzioni Muhammed ben Hammuda Abu el Aabas, Emiro di Keirouan. Il 3 Sciahaban del 255 Abu el Aabas, entusiasta per il progetto del suo reggente in Terra di Sicilia, invia a Muhammed ben Kafagia i disegni di un palazzo, anch'esso adiacente a un lago, costruito a Kairuan tra il 236 e il 253 da Muhammed ben Abu el Aabbas, suo padre IV Mullei tra il 236 e il 253.
La realizzazione del Palazzo avverrà in tempi brevi. Il laghetto servirà per il divertimento della famiglia dell'Emiro e per addestrare alla battaglia i figlioli di Muhammed ben Kafagia. Memore dell'assassinio del padre Muhammed ben Kafagia fa ripulire una grande stalla sotterranea per ospitare gli schiavi e, al contempo, un gruppo di leoni e tigri con il compito di aggredire eventuali fuggitivi.